# Moto Esporte Clube
El Moto Esporte Clube es un equipo de fútbol de Brasil que juega en el Campeonato Rondoniense, la primera división del estado de Rondonia.

## Historia
Fue fundado el 13 de mayo de 1952 en el municipio de Porto Velho, capital del estado de Rondonia por un grupo de choferes, mecánicos y auxiliares de garaje liderados por Eduardo Lima originalmente con la idea de participar en un torneo de fútbol en homenaje al diputado Aluízio Ferreira en una competición entre equipos de funcionarios del entonces territorio federal de Guaporé. Ese mismo año se une a la Federação de Desportos do Guaporé y con ello ya podía participar en los torneos estatales.
En 1954 logra su primer título del Campeonato Rondoniense, con lo que más tarde se convertiría en uno de los equipos más ganadores del estado de Rondonia, sobre todo en la década de los años 1970 en donde ganó el Campeonato Rondoniense en cinco ocasiones y también ganó el Torneio Integração da Amazônia en dos ocasiones de manera consecutiva, además de haber jugado en el Maracaná durante las eliminatorias a México 1970 el 21 de agosto de 1969 ante la selección de Petrobras como el partido preliminar de Brasil ante Colombia, siendo el primer equipo del oeste de la región de Amazonia en jugar ahí.
En los años 1980 fue campeón estatal en dos ocasiones, totalizando 10 títulos estatales, pero al llegar el profesionalismo al Campeonato Rondoniense en 1991 su nivel no fue el mismo a pesar de ser uno de los equipos fundadores del Campeonato Rondoniense de nivel profesional, y pasó a ser un equipo más dentro del estado de Rondonia, donde incluso han tenido problemas legales sobre el nombre del club con el Moto Clube Social desde 2006.

## Rivalidades
Su mayor rival fue el Ferroviário (actualmente desaparecido), con quien disputaba el llamado Clásico Portovelhense, sobre todo en los años 1970 y años 1980 cuando ambos equipos eran los más dominantes del estado de Rondonia hasta la desaparición del Ferrim en 1990.
También tenía rivalidades con el Ypiranga Esporte Clube y Flamengo de Porto Velho, equipos que junto al Ferrim eran los equipos que centraban la atención en el estado de Rondonia.
Posteriormente desarrolló rivalidades con el Genus, el club más tradicional y con más aficionados en la era profesional del estado de Rondonia; y con el Ji-Paraná Futebol Clube, el club más ganador del Campeonato Rondoniense durante la era profesional.

## Palmarés

### Regional
- Torneio Integração da Amazônia: 2

1977, 1978

### Estatal
- Campeonato Rondoniense: 10

1954, 1968, 1969, 1971, 1972, 1975, 1976, 1977, 1980, 1981
- Campeonato Rondoniense Serie B: 1

2009